# Podlinówek
Podlinówek – wieś w Polsce położona w województwie mazowieckim, w powiecie zwoleńskim, w gminie Zwoleń.
Do końca 1969 roku w granicach miasta Zwoleń. 
W latach 1975–1998 miejscowość należała administracyjnie do województwa radomskiego.